# چاکا بی
چاکا بی (ترکی: Çaka Bey) یا زاخاس (یونانی: Τζαχᾶς) فرمانروای قرن ۱۱امی ترکمان سلجوقی بود که بر امارتی مستقل واقع در سمیرانا (ازمیر امروزی) حکمفرمایی می‌کرد. 
او ابتدا در خدمت سلجوقيان بود و در لشکرکشی آنها در سال ١٠٧١ به آناتولی حضور داشت و سپس به خدمت امارت ترکمان دانشمندان آناتولی درآمد و حملاتی را به بیزانس ترتیب داد، اما در حدود سال ١٠٧٨ توسط امپراتور بیزانس، نیکه‌فوروس سوم، اسیر شد. او به تدریج در دربار امپراتوری بیزانس ترقی می‌کند و موفق می‌شود لقب "پروتونوبیلیسیموس" را دریافت کند و محبوب امپراتور شود. وقتی نیکه‌فوروش سوم درگذشت و الکسیوس اول امپراتور شد چاکا بی، به علت لغو تمامی امتیازات و عنوان هایی که به او اعطا شده بود، شورش کرد و سمیرانا و بخش اعظم سواحل شرقی دریای اژه و قسمتی از آناتولی را طی سال های ١٠٨٨ م تا ١٠٩١ م تسخیر نمود. او در دوران اوج قدرت حتی خود را امپراتور بیزانس اعلام کرد و قصد داشت تا همراه با پچنگ‌ها قسطنطنیه را فتح کند. در سال ١٠٩٢ م نیروی دریایی بیزانس، به فرماندهی جان دوکاس، شکست سختی بر چاکا بی وارد کرد و جزیره لسبوس را پس گرفت. چاکا بی یک سال بعد از این شکست در سال ۱۰۹۳ توسط داماد خود، قلج ارسلان یکم سلجوقی، کشته شد. چند سال پس از این اتفاق (حدود سال ١٠٩٧ میلادی) سمیرانا و تمامی مناطق تحت سلطه چاکا بی توسط ارتش بیزانس پس گرفته شد.
چاکا بی را اولین دریاسالار ترک تبار و بنیانگذار اولین نیروی دریایی در تاریخ ترکان می‌دانند.

## منبع شناسی
اطلاعات بسیار کمی درباره زندگی چاکا بی وجود دارد. عمده اطلاعات از تاريخ الکسیاد، اثر آنا کومننه شاهدخت بیزانسی و دختر آلکسیوس یکم، می‌باشد. در اثر حماسی قرن سیزدهمی دانشمندنامه از او، به عنوان چاولدور چاکا، یاد می‌شود اما این اثر به دلیل ماهیت افسانه‌ای خود چندان مطالب قابل اعتمادی ندارد.

## پیش از امارت
در پی پیروزی سلجوقیان بر بیزانس در جنگ ملازگرد (١٠٧١) قبایل ترکمان متعددی وارد آناتولی شدند و امارت های متعددی تاسیس کردند. چاکا بی، که از قبیله ترکمان چاولدور بود، یکی از سرداران نظامی در خدمت امیر دانشمند، امیر سیواس به شمار می‌رفت که در لشکرکشی های متعدد ترکمان ها به خاک امپراتوری بیزانس شرکت می‌کرد.

او در یکی از همین جنگ ها، در سال ١٠٧٨، توسط بیزانسی ها به اسارت گرفته شد و به عنوان اسیر وارد کاخ امپراتور بیزانس، نیکه‌فوروس سوم، گردید. او در آنجا زبان یونانی آموخت و به سرعت در نزد امپراتور نیکه‌فوروس ترقی کرد و لقب "پروتونوبیلیسیموس" را، به همراه امتیازات متعهد دیگر، دریافت کرد.
پس از مرگ نیکه‌فوروس سوم و به سلطنت‌ رسیدن آلکسیوس یکم، چاکا بی موقعیت و امتیازات سابق خود را از دست داد و از قسطنطنیه گریخت و به نزد ترکمان ها بازگشت. 